# Mistrzostwa Europy w Łyżwiarstwie Szybkim na Dystansach 2018
1. Mistrzostwa Europy w Łyżwiarstwie Szybkim na Dystansach 2018 – zawody w łyżwiarstwie szybkim, które odbyły się w dniach 5–7 stycznia 2018 r. w rosyjskim mieście Kołomna. Rozegranych zostało po siedem konkurencji dla kobiet i mężczyzn.

## Klasyfikacja medalowa
| Pozycja | Reprezentacja | Złoto | Srebro | Brąz | Razem |
| 1.      | Holandia      | 6     | 3      | 4    | 13    |
| 2.      | Rosja         | 5     | 6      | 3    | 14    |
| 3.      | Włochy        | 2     | 2      | 0    | 4     |
| 4.      | Austria       | 1     | 1      | 1    | 3     |
| 5.      | Finlandia     | 0     | 2      | 0    | 2     |
| 6.      | Niemcy        | 0     | 0      | 2    | 2     |
| 6.      | Polska        | 0     | 0      | 2    | 2     |
| 8.      | Czechy        | 0     | 0      | 1    | 1     |
| 8.      | Norwegia      | 0     | 0      | 1    | 1     |

## Medale
| Konkurencja      | Złoto                                                              | Srebro                                                               | Brąz                                                             |
| Kobiety          |                                                                    |                                                                      |                                                                  |
| 500 metrów       | Vanessa Herzog                                                     | Angelina Golikowa                                                    | Karolína Erbanová                                                |
| 1000 metrów      | Jekatierina Szychowa                                               | Vanessa Herzog                                                       | Marrit Leenstra                                                  |
| 1500 metrów      | Lotte van Beek                                                     | Jekatierina Szychowa                                                 | Marrit Leenstra                                                  |
| 3000 metrów      | Esmee Visser                                                       | Carlijn Achtereekte                                                  | Natalja Woronina                                                 |
| Start masowy     | Francesca Lollobrigida                                             | Francesca Bettrone                                                   | Vanessa Herzog                                                   |
| Bieg drużynowy   | Holandia · Lotte van Beek · Marrit Leenstra · Melissa Wijfje       | Rosja · Olga Graf · Jekatierina Szychowa · Natalja Woronina          | Niemcy · Roxane Dufter · Gabriele Hirschbichler · Michelle Uhrig |
| Sprint drużynowy | Rosja · Angelina Golikowa · Olga Fatkulina · Jelizawieta Kazielina | Holandia · Mayon Kuipers · Sanneke de Neeling · Letitia de Jong      | Norwegia · Martine Ripsrud · Anne Gulbrandsen · Sofie Haugen     |
| Mężczyźni        |                                                                    |                                                                      |                                                                  |
| 500 metrów       | Ronald Mulder                                                      | Mika Poutala                                                         | Pawieł Kuliżnikow                                                |
| 1000 metrów      | Pawieł Kuliżnikow                                                  | Dienis Juskow                                                        | Nico Ihle                                                        |
| 1500 metrów      | Dienis Juskow                                                      | Thomas Krol                                                          | Koen Verweij                                                     |
| 5000 metrów      | Nicola Tumolero                                                    | Aleksandr Rumiancew                                                  | Marcel Bosker                                                    |
| Start masowy     | Jan Blokhuijsen                                                    | Andrea Giovannini                                                    | Rusłan Zacharow                                                  |
| Bieg drużynowy   | Holandia · Jan Blokhuijsen · Marcel Bosker · Simon Schouten        | Rosja · Siergiej Griazcow · Aleksandr Rumiancew · Daniła Siemierikow | Polska · Zbigniew Bródka · Jan Szymański · Adrian Wielgat        |
| Sprint drużynowy | Rosja · Rusłan Muraszow · Pawieł Kuliżnikow · Dienis Juskow        | Finlandia · Harri Levo · Pekka Koskela · Mika Poutala                | Polska · Artur Nogal · Piotr Michalski · Sebastian Kłosiński     |